# Keltische muziek

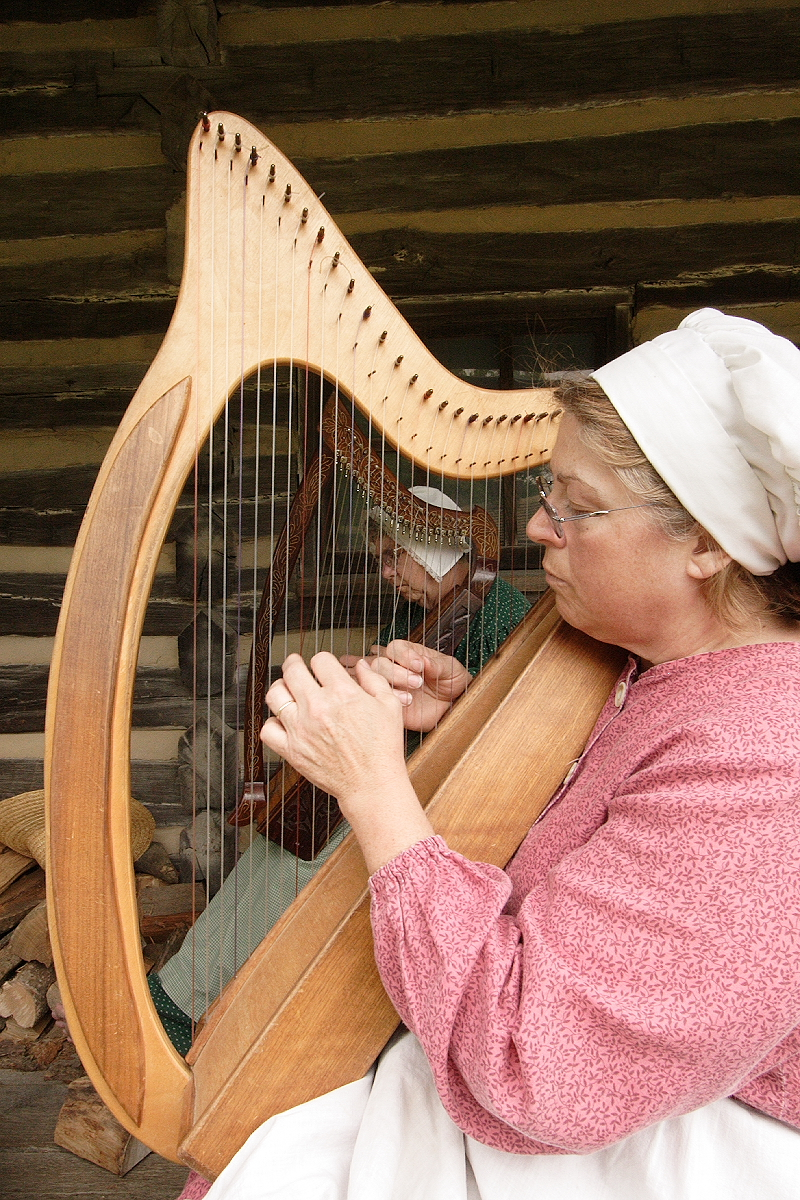
Het bespelen van een hedendaagse uitvoering van de 'Keltische' harp, zie ook onder de kop van dit artikel: Latere en hedendaagse instrumenten

De term Keltische muziek is feitelijk een hedendaagse, doch grove aanduiding van een grote groep van verschillende stijlen, waarbij men hoofdzakelijk doelt op de traditionele muziek uit Ierland, Schotland, Wales en Bretagne.
Doordat platenmaatschappijen, muziektijdschriften en recensenten alle muziek uit Ierland en Schotland vaak samen onder één "Keltische" noemer proberen te brengen, worden allerlei stijlen en stromingen feitelijk op één hoop geveegd. Zo is er een tendens om zaken, zoals mystiek, new age-muziek, fantasy, middeleeuwen en de muziek van de “Keltische” streken, abusievelijk met elkaar te verwarren.
In de sfeer van new age, bedoelt men bijvoorbeeld de muziek die als ontspannen, mystiek en verheffend wordt ervaren. Een recent voorbeeld in dit verband, is de filmmuziek van Howard Shore in Peter Jacksons filmtrilogie The Lord of the Rings. In de film zelf wordt de fantasy-wereld van Tolkien doorspekt met Keltische en Germaanse elementen. In muzikaal opzicht wordt dit nog eens extra ondersteund, deels vanwege de bijdrage van de Ierse zangeres Enya, doch ook vanwege de in de film aangewende dansmuziek, waarin een Iers idioom valt te onderkennen.

## Definitie
Eigenlijk is het dus niet goed mogelijk om vanuit een etnomusicologisch standpunt een definitie te geven, omdat hier sprake is van de muzikale traditie van verschillende culturen. Ondanks deze verschillen valt een belangrijke gemeenschappelijke deler binnen deze culturen te onderkennen. Als we deze dan in ogenschouw nemen, mogen we Keltische muziek als volgt definiëren:
Keltische muziek is de verzameling van muziekstijlen, die voortkomt uit de traditionele volksmuziek uit landen of gebieden waar men een Keltische taal spreekt of recentelijk heeft gesproken.
Deze talen en de overeenkomstige regio's zijn:
- Gaelisch of Gaelic: de Gaeltacht, regio's in Ierland waar Iers-Gaelisch wordt gesproken, Schotland (UK, voornamelijk de Hooglanden en eilanden), het eiland Man en bepaalde regio's in Canada
- Kymrisch: Wales
- Cornisch: Cornwall
- Bretons: Bretagne

Soms wordt het Noord-Spaanse Galicië en Asturië ook onder de Keltische gebieden gerekend, hoewel de gesproken volkstaal niet Keltisch is, maar verwant is aan het Portugees. Daarbij gaat men uit van mythologische (met een connectie naar Ierland) en archeologische gronden, waarmee men een Keltische identiteit aan deze streken heeft gekoppeld.

## Enkele musicologische aspecten van de Gaelisch-Keltische stijl
De muziek van de Keltisch-sprekende gebieden is onderling zeer verschillend en daarom onmogelijk onder één noemer te plaatsen. Gewoonlijk wordt met de term Keltische muziek in de meeste gevallen verwezen naar de Gaelisch-Keltische stijl (voornamelijk Iers en Schots).
Omdat de laatstgenoemde stijl zeer karakteristiek is, kan een aantal duidelijke kenmerken aangewezen worden met betrekking tot typische verschillen ten opzichte van de conventionele westerse muziek.

### Toonsysteem
Terwijl de conventionele westerse muziek vooral is geënt op het toonsysteem van majeur en mineur, is de Gaelisch-Keltische muziek overwegend gebaseerd op de zogenaamde folkmodaliteit.
Hierin zijn drie groepen toonladders te onderscheiden: diatonische heptatonische toonladders, de hexatonische en pentatonische toonreeksen:
- Modaal: hierbij wordt gebruikgemaakt van diatonische toongeslachten (of: modi = meervoud van modus), die vergeleken mogen worden met die van de oude kerktoonladders (hieronder weergegeven in de eenvoudigste vorm met behulp van stamtonen). In de Gaelisch-Keltische muziek (doch ook in de muziek van Bretagne) worden vier typen modi overwegend toegepast. Op basis van de stamtonen, zijn dit:
  - a-b-c-d-e-f-g-a' (eolisch of authentiek mineur)
  - d-e-f-g-a-b-c-d' (dorisch)
  - g-a-b-c-d-e-f-g' (mixolydisch)
  - c-d-e-f-g-a-b-c' (ionisch of majeur)

Deze toonladders kunnen zonder problemen worden getransponeerd.
- Hexatonisch: bij deze toonladders is er maar één halve toonafstand in de toonladder aanwezig, waardoor de melodie wordt gekenmerkt door typische kleine-tertssprongen:
  - a-b-c-d-e-x-g-a' (dorisch/eolisch zonder 6)
  - d-e-x-g-a-b-c-d' (mixolydisch/dorisch zonder 3)
  - g-a-b-c-d-e-x-g' (mixolydisch/ionisch zonder 7)
- Pentatonisch: de toonladders zijn in dit geval zogenaamde enhemitonisch (anhemitonisch), dat wil zeggen dat er geen halve toonafstanden in de toonladders voorkomen. De karakteristieke kleine tertsprongen zijn dan groter in aantal, bijvoorbeeld:
  - g-a-b-x-d-e-x-g'
  - a-b-x-d-e-x-g-a'

### Ornamentiek
De ornamentiek in de Gaelisch-Keltische muziek is, op enkele uitzonderingen na, verschillend met die van de conventionele westerse muziek. Accenten in de instrumentale muziek worden gelegd door zogenaamde 'rolls', 'slides' en 'crans'.
De versierende vocale muziek is geënt op de zogenaamde sean-nós zang, dat 'in de oude stijl' betekent. Dit omvat de improviserende Ierse zangstijlen (in het Gaelisch!) zonder instrumentale begeleiding met een scala aan kenmerkende versieringen:
- melismatische ornamentiek (serie versierende tonen op één lettergreep)
- interval ornamentiek (geïmproviseerde vervangende of ingevoegde intervallen binnen de bestaande melodie)

Deze versieringen zijn gekoppeld aan de variaties, die in de melodie kunnen optreden: melismatische, interval- en ritmische variaties. Hierdoor ontstaat een vrijzwevend ritme.
Als deze zangstijl wordt toegepast, waarbij de taal Engels is, in plaats van Gaelisch, spreekt men van traditionele zang ('traditional singing') in plaats van 'sean nos'.
Eveneens een hoge mate van ornamentiek, zoals bijvoorbeeld de taorluath en de complexe uitbreiding hiervan, de crunluath, treft men aan in de kunstmuziek voor de Schotse doedelzak. Deze kunstvorm wordt piobaireachd genoemd. (Lees meer verder op deze pagina onder de kop Instrumenten: Doedelzak in de Keltische gebieden).

## Instrumenten

### Antieke instrumenten

#### Carnyx
Deze antieke oorlogstrompet was in de periode van 300 v.C. tot ca. 300 n.C. in gebruik bij de continentale Kelten, waaronder de Galliërs en de Kelten op de Britse eilanden. De instrumenten waren ca. 3 m lang die in een verticale stand werd aangeblazen. Het doel van het instrument waarschijnlijk bedoeld om angst bij de vijand in te boezemen. De klankbeker vormde de afbeelding van een wild zwijn, draak of wolf en was voorzien van trillende tongen van hout. De meest complete kop werd in 1816 in het noordoosten van Schotland gevonden en had het model van een everzwijnenkop. Deze Deskford Carnyx is qua constructie zeer complex, waarbij messing en bronzen plaatmateriaal werd gebruikt. De kop heeft het model van een everzwijnenkop. De periode waarin het was vervaardigd zou ergens tussen AD 100 en 300 liggen. Een afbeelding van de carnyx staat op de zilveren ketel van Gundestrup, die aan het einde van de 19e eeuw in Jutland (Denemarken) werd opgegraven.

### Latere en hedendaagse instrumenten

#### Keltische harp

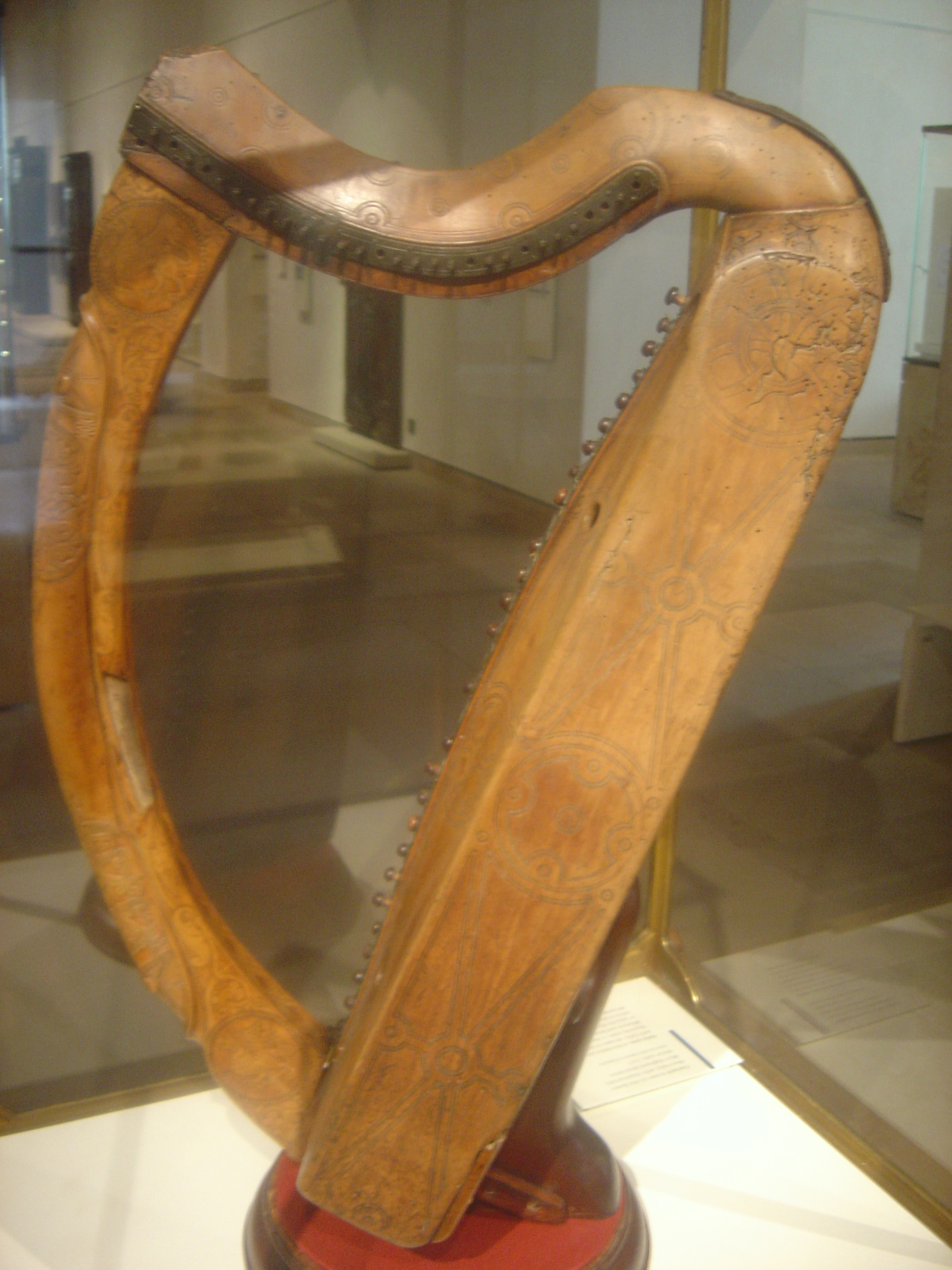
De Queen Mary harp (Museum of Schotland) is een voorbeeld van een clàrsach of 'Gaelische harp'.

Een van de oudste instrumenten die in verband worden gebracht met de Keltische cultuur is de harp, alhoewel het aannemelijk wordt geacht dat men aanvankelijk gebruik maakte van de lier of lierachtige instrumenten. Omstreeks 480 n.C. zou de harp door missionarissen naar Bretagne zijn gebracht. In Ierland en Schotland, en aanvankelijk ook in Wales werd ten behoeve van de instrumentale muziek de harp aangewend die van metalen snaren was voorzien, namelijk van brons, messing, zilver en zelfs goudlegeringen. De oudst bekende muzieknotatie met betrekking tot de bardische instrumentale muziek vinden we terug in het 17e-eeuwse Robert-ap-Huw-manuscript uit Wales, dat ca. 30 tabulaturen bevat voor de harp, waarvan een aantal composities met zekerheid uit de 14e eeuw afkomstig zijn. Deze muziek, cerdd dant ('kunst der snaren' of 'snaarmuziek'), werd overigens niet louter op de harp gespeeld, doch ook op de crwth, een soort strijklier en timpán, mogelijk een soort gestreken psalter, voorzien van een toets of 'fingerboard'. De lier en harp, voorzien van darmsnaren of snaren van paardenhaar werden eveneens als begeleiding aangewend voor het bardische vers of cerdd dafod ('muziek der taal'). Een soortgelijke bardische traditie was vrijwel zeker bekend in Ierland en Schotland, doch de muziek is zo goed als verloren gegaan. Terwijl men tijdens de renaissance in Wales overging naar het gebruik van de zogenaamde Gotische harp met darm- of paardenhaarsnaren, bleef in Ierland en Schotland de metaalsnarige harp in gebruik en stond aldaar bekend als cláirseach in Ierland en clàrsach in Schotland, ook wel bekend als de 'Gaelische harp' en was ook in Engeland en Bretagne niet onbekend.
Het huidige instrument, dat populair Keltische harp (haakjesharp) of folkharp wordt genoemd is feitelijk een kopie van deze Gaelische harp, doch is voorzien van zogenaamde haakjes om de tonen van de snaren chromatisch te veranderen. De cláirseach had deze voorziening echter niet en was feitelijk een diatonisch instrument. Een 'revival' van de Bretonse harp vond pas plaats in de 20e eeuw, dankzij de inspanningen enkele Bretoenen. Een van hen is Jord Cochevelou (1889-1974), wiens passie werd voortgezet door zijn zoon Alan Cochevelou (*1944) (beter bekend onder zijn artiestennaam: Alan Stivell.

#### Bodhrán

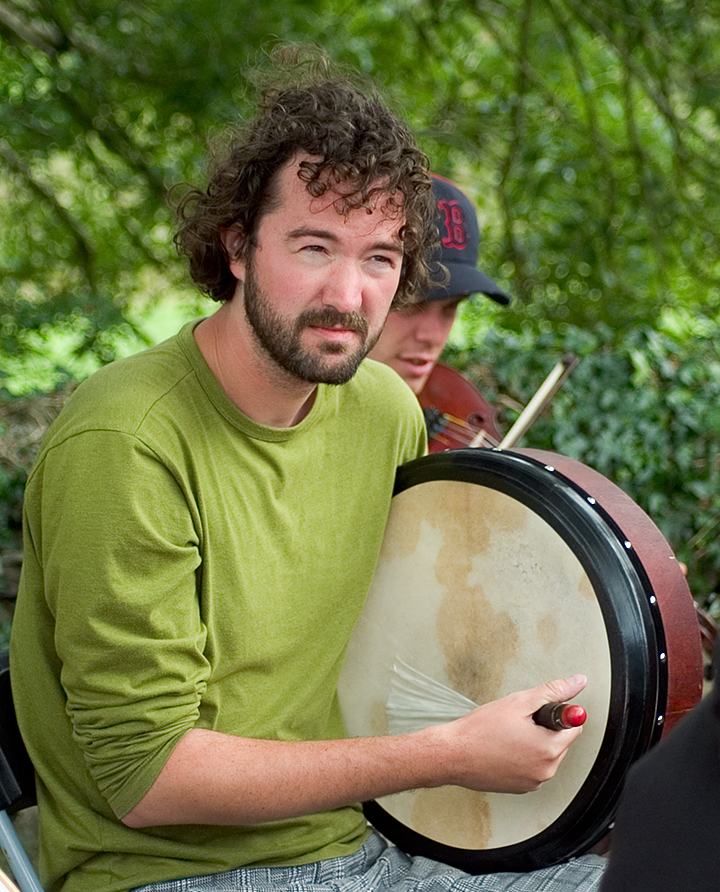
Bodhránspeler met kwast-tipper

De bodhrán is een zogenaamde Ierse lijsttrommel, die qua bouw op een grote tamboerijn zonder schellen lijkt, die is voorzien van een vlies van geitenvel en een kruisvormige opspanning, die als handvat dient. Men kan daarmee, tijdens het spelen, tegelijk de hand zo op het vlies plaatsen, dat verschillende intonaties kunnen worden gecreëerd. Het instrument wordt met een speciaal stokje (beater) met een verdikking aan beide uiteinden, of een kwast-tipper (zie foto), of soms met de hand, bespeeld.

#### Fluit
De meeste oude benen fluiten, die men in Ierland heeft gevonden dateren mogelijk uit de tijd van de Vikingen, in Wales van ca. 600 jaar geleden, hoewel het niet uitgesloten dat het gebruik nog veel ouder is, gezien de vele archeologische vondsten elders in Europa. In 1968 zijn in Dublin 13e-eeuwse beenfluiten opgegraven, die slechts voorzien waren van twee vingergaten, waarmee is bewezen dat men tijdens de middeleeuwen beenfluiten nog in gebruik had.
Tegenwoordig kent men in Ierland het type bekfluit (Gaelisch: feadán of feadog): de tin whistle of penny whistle en low whistle. Dit zijn zogenaamde transponerende instrumenten, die in principe twee kwintgerelateerde toonladders omvat. Bijvoorbeeld D/G (of B-authentiek mineur/E-authentiek mineur) of C/F (of A-authentiek mineur/D-authentiek mineur). Vaak noemt men deze fluit, abusievelijk doch algemeen geaccepteerd, flageolet.
Wanneer de flute (houten dwarsfluit) zijn intrede deed in Ierland, Schotland en Engeland is niet bekend. Breandan Breathnach meldt, dat de naam vanuit het Engels naar het Gaelisch overgenomen als fliúit, waaruit valt af te leiden dat het gebruik betrekkelijk recent is, dat wil zeggen niet eerder dan de 18e eeuw.

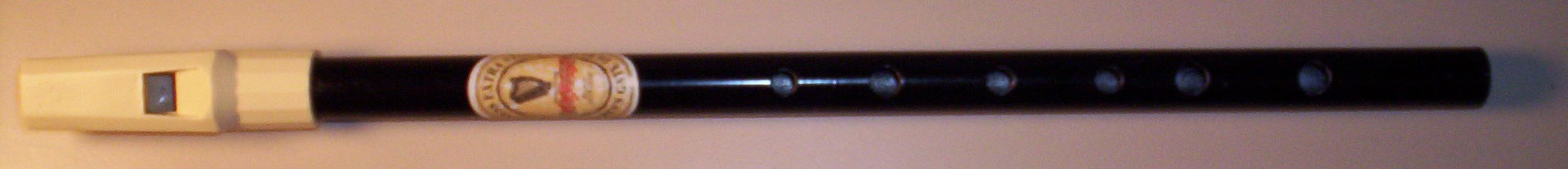
Waltons Irish Black Whistle (ter ere van Guinness), aluminium, in D

#### Doedelzak in de Keltische gebieden

##### Britse eilanden

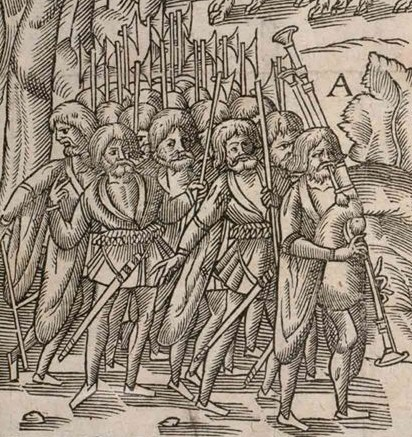
Ierse war-piper. Uitsnede van een afbeelding uit The Image of Irelande (1581), van John Derricke. De Ierse soldaten zijn zogenaamde kernes'.

Evenals de meeste instrumenten, is de doedelzak geen typisch Keltische uitvinding. Het wordt aannemelijk geacht, dat de Romeinen in de 1e eeuw, verantwoordelijk zijn van de introductie van het instrument in Brittannië. Het zou zijn gebruikt door de Romeinse infanterie, zoals de trompet door de cavalerie. Door sommigen wordt verondersteld, dat de doedelzak zelfs nog vóór de komst van de Romeinen op de Britse eilanden bekend was. Met name in Schotland en Ierland, is het gebruik van de doedelzak, traditioneel toegeschreven als een typisch icoon van de Gaelische cultuur.
Op de Britse eilanden onderscheidt men de volgende typen:
- Northumbrian smallpipes zijn voorzien van een balg voor de luchttoevoer in plaats van de blaaspijp om de luchtzak onder druk te houden. De Schotse Lowland Pipe is een equivalent van de Northumbrian smallpipes.
- De Schotse smallpipes hebben dezelfde uitvoering als de Great Highland Bagpipe, zodat het niet verwonderlijk is deze populaire instrumenten zijn geworden bij spelers van de Great Highland pipes, met het verschil dat de smallpipes een stuk minder luid klinken dan hun 'grote broer'.
- Schotse Great Highland Bagpipe (GHB) of piob mhór. Deze is voorzien van een open chanter en drie drone-pijpen. Men onderscheidt twee muziekvormen voor deze doedelzak. Dit zijn ceòl mór ('grote muziek') of piobaireachd, de traditionele kunstmuziek die sinds ca. 1590 door de MacCrimmons van Skye is geïntroduceerd en de ceòl aotrom of ceòl beagh ('kleine muziek'), dat zijn de meer eenvoudige vormen, zoals airs, marches en dansmuziek (jigs, reels, strathspeys).

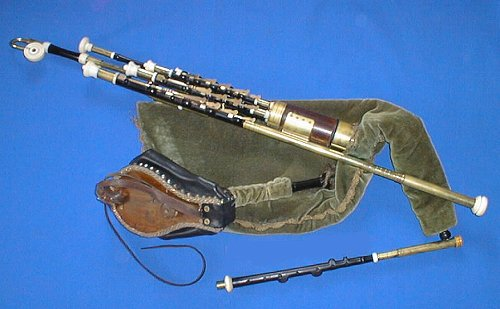
Uilleann Pipes

- Ierse uilleann pipes (of anglificatie: union pipes) is een bijzonder complex instrument, dat eveneens met een balg is uitgerust, die door middel van de rechterelleboog wordt bediend, vandaar de naam (uilleann = elleboog). Het instrument heeft een open chanter (die eventueel met de knie kan worden gesloten), verder drie dronepijpen en zogenaamde regulators voor akkoorden. Een ander belangrijk kenmerk is, dat de drone 'uitgezet' kan worden. Men gaat ervan uit dat Schotse GHB en de Ierse uilleann pipes, uit hetzelfde type van 'warpipes' zijn ontstaan, die door de Ierse kernes (Ierse soldaten onder het bewind van Henry VIII dienden) werden gebruikt.
- De huidige Welshe en Cornishe bagpipes, zijn moderne reconstructies van middeleeuwse instrumenten.

##### Bretagne
De veuze is een traditionele doedelzak van Bretagne, die is voortgekomen uit de middeleeuwse doedelzak (cornemuse) van Nantes. Een andere doedelzak van Bretagne is de binioù koz (of binioù bihan, 'kleine doedelzak'), die sinds de 19e eeuw vanuit de veuze was ontwikkeld.

##### Sonneurs: binioù en bombarde
De chanter van de binioù koz is kleiner dan die van de veuze, terwijl de stemming ongeveer een octaaf hoger is dan die van de bombarde, een Bretonse hobo/schalmei. Dit geeft een mooie combinatie van beide instrumenten, die vaak als duo worden bespeeld. De muzikanten van beide instrumenten worden dan sonneurs genoemd.

##### Bagad
Het onderlinge contact van Bretonse musici met hun Schotse collega-pipers, leidde niet alleen tot de invoering van een Bretonse uitvoering van Schotse bagpipes of binioù braz ('grote doedelzak'), maar eveneens tot de Bretonse tegenhanger van de Schotse pipeband, de bagad (meervoud: bagadoù). De introductie in Bretagne, was naast de herinvoering van de kan ha diskan ('zang en tegenzang', een zangtechniek van twee zangers voor de muzikale ondersteuning van de Bretonse dans), een onderdeel van de revival van de Bretonse muziek in de periode na de Tweede Wereldoorlog. De bagad heeft naast de 'pipers' van de 'binioùs braz', eveneens hun drummers en bombardeers, zodat het geluid niet veel afwijkt van de Schotse tegenhanger. Toch is de weerklank bijzonder vanwege het geluid van de bombardes.

##### Gaita
Het type doedelzak van Galicië en Asturië is resp. de gaita gallega en gaita asturiana. De muziek voor de gaita wordt enerzijds aangewend voor dansbegeleiding en anderzijds voor de ondersteuning bij processies en marsen. De pipebands van Galicië worden bandas genoemd.

#### Fiddle

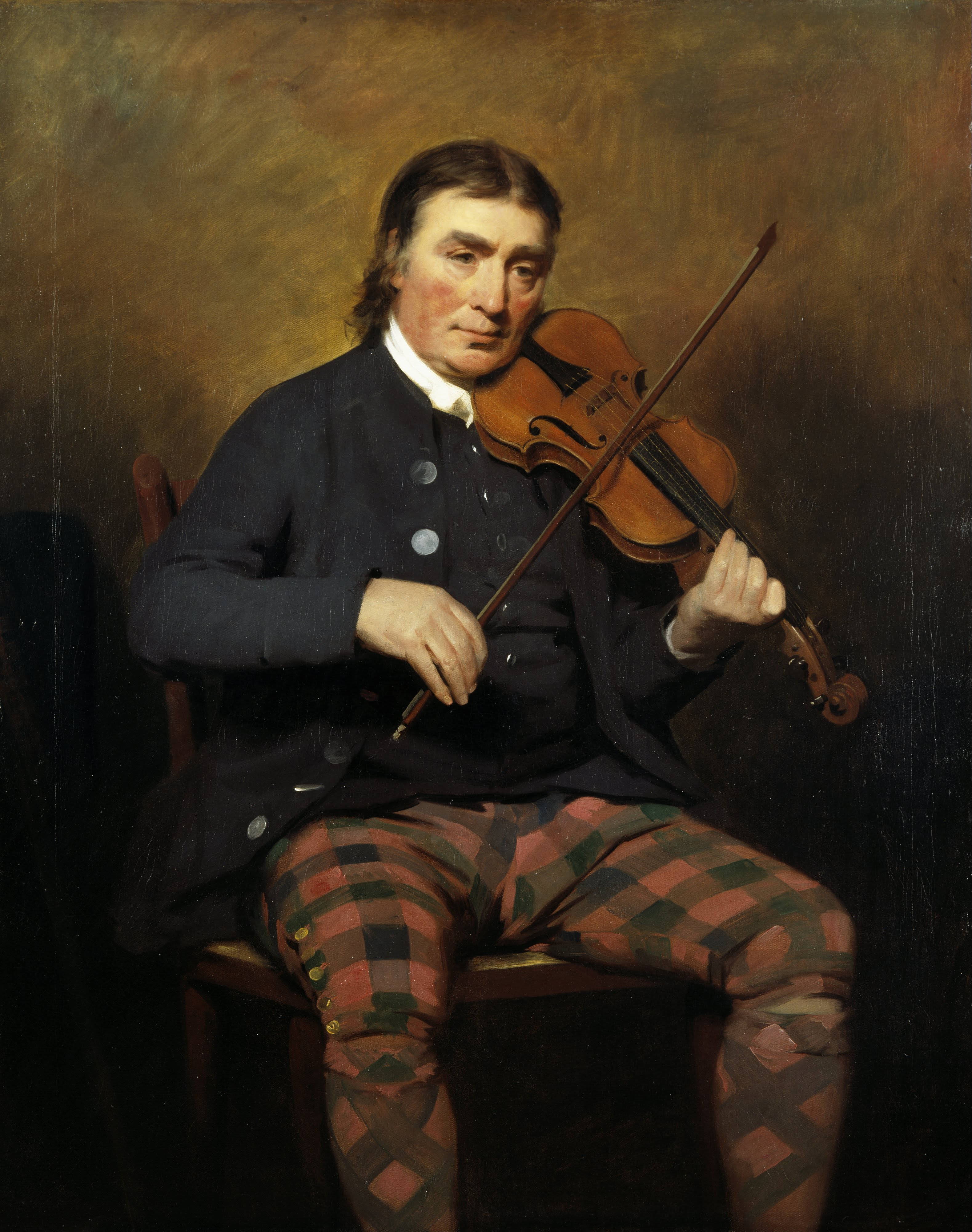
Niel Gow, 1727 - 1807. Schotse violist en componist. Op een schilderij van Henry Raeburn, 1787

Met 'fiddle' wordt reeds sinds de 17e eeuw de viool (Frankrijk/Bretagne: 'violon'. Spanje/Galicië: 'violín') bedoeld. Tijdens de uitvoering van traditionele dansmuziek, met name die van de Britse eilanden, speelt de viool een uitermate belangrijke rol. Deze functie van het instrument bestond zelfs voordat de 'pipes' (doedelzak en uilleann pipes) hun huidige gedaante hadden bereikt.
Rond 1650, meldde Gouverneur Chaloner, dat de fiddle het meest populaire instrument van het eiland Man was. In vele eeuwen daarvoor werd de 'fiddle' genoemd als strijkinstrument, waarvan de huidige vorm pas in de tweede helft van de 16e eeuw in Italië werd ontwikkeld.
Zo bestaat een verwijzing naar de 'fiddle' en doedelzak in het 'Book of Leinster' (ca. 1160), dat betrekking moet hebben op de voorloper van het instrument. Tijdens de middeleeuwen en de renaissance, waren diverse typen en vormen
in gebruik, zoals de twee voornaamste; de vedel en rebec, die op het Europese vasteland door troubadours als begeleidingsinstrument werden aangewend. De peervormige rebec (vanaf de 13e eeuw) kwam voort uit de Arabische rebab. De vedel leek meer op de latere viool. Een ander gelijksoortig strijkinstrument was de Italiaanse giga (Duits: geige), vanwaaruit mogelijkerwijs, verwijzend naar de gelijknamige dansvormen en -melodieën, de termen jig, gig en gigue zijn afgeleid.
De latere viool had grote voordelen, naast de mooie klank, was de vingerzetting zeer geschikt voor het maken van versieringen. Het is duidelijk dat de viool sinds de 18e eeuw zeer algemeen in gebruik is, gezien de vele verwijzingen in diverse collecties van 'country-dances'. Veel Schotse composities voor viool en doedelzak zijn door de Ieren overgenomen.

#### Overige instrumenten

##### Hornpipe

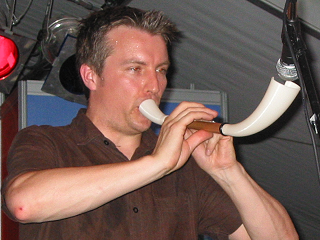
Gafin Morgan bespeelt hier de Welshe pibgorn tijdens het InterCeltic Festival in Lorient, Bretagne, augustus 2008.

Er is nog een aantal oude traditionele instrumenten, die binnen de context van het onderwerp vermeldenswaard is. Dat is in eerste instantie de hornpipe, een enkelriet-instrument die tijdens de middeleeuwen over geheel Europa bekend was, doch nog wereldwijd wordt aangetroffen. Op de Britse eilanden staat het instrument in verschillende hoedanigheden bekend:
- Wales: pibcorn (pibgorn, bibgorn of pibgyrn)
- Engeland: hornpipe
- Schotland: stockhorn of 'stock and horn'
- Ierland: bennbuahal (middeleeuws)

Het instrument bestaat uit drie secties. Het middelste deel is van hout gemaakt en is voorzien van vingergaten. Aan de weerszijden bevinden zich dierlijke hoorns. De grote hoorn dient als klankbeker en de kleinere als mondstuk ('reed-cap'), die het riet omhult. Een middeleeuws exemplaar uit Wales bevindt zich in het Welsh Folk museum, St. Fagans, in Cardiff.
Het instrument zou o.a bij herders in gebruik zijn geweest. Vanwege het gebruik van de hornpipe voor dansmuziek, is de naam van het instrument eveneens gekoppeld aan het type van dansdeun. Tegenwoordig ondervindt het gebruik van de hornpipe en pibcorn als traditioneel instrument weer belangstelling.

##### Draailier

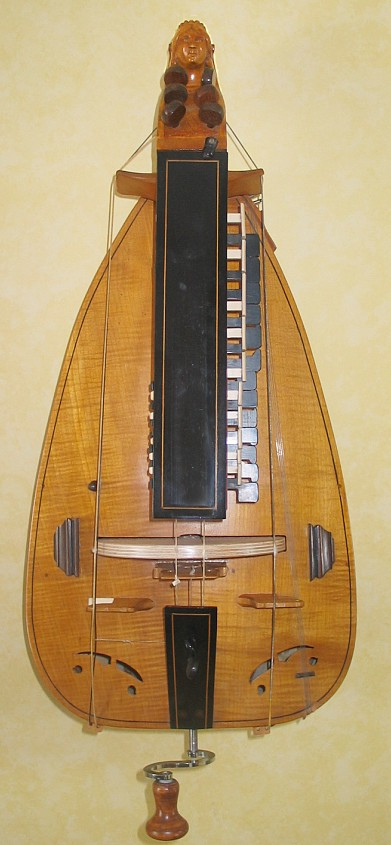
Een Franse draailier (vielle à roue) uit 1980, door J. Grandchamp

De draailier (Engels: 'hurdy-gurdy') is vanaf de 12e eeuw algemeen in West-Europa verspreid en is nog steeds onder andere in Frankrijk (waaronder Bretagne) en Spanje (Galicië, Asturië) als traditioneel instrument in gebruik. De Franse draailier wordt vielle à roue ('wielvedel') genoemd. De Galicische/Asturische draailier heet zanfona. Het mechanisme werkt met een systeem van zogenaamde tangenten, die een set melodiesnaren op een bepaalde lengte inkorten, nadat een toets wordt ingedrukt. Verder is het instrument uitgerust met bourdon- of dronesnaren. Het geheel wordt tot klinken gebracht door middel van een strijkwiel, waarvan de werking vergelijkbaar is met die van de strijkstok, die met een slinger handmatig wordt aangedreven.

##### Accordeon, gitaar en Ierse bouzouki
Relatieve nieuwkomers aan instrumenten, die in de traditionele volksmuziek worden aangewend en sinds de 19e eeuw algemeen zijn verspreid, zijn de accordeon, trekzak of diatonische accordeon (Engels: 'diatonic button accordeon' of 'squeezebox') en concertina. Dit geldt ook voor de gitaar. Een ander opvallend, sinds de jaren 70 ingevoerd instrument is de Ierse bouzouki, die feitelijk is afgeleid van de oorspronkelijke Griekse tegenhanger.

## Zang

### Van de Gaelisch sprekende gebieden

#### Enkele historische aspecten
Het middeleeuwse Ierse en Schotse repertoire bestaat uit oud-Gaelische poëzie die aanvankelijk werd gecomponeerd als syllabisch vers (dán díreach, poëzie waarbij het metrum wordt bepaald door een voorgeschreven aantal lettergrepen). Dit was het werk van de filidh (of filid, de bardische dichters). Er bestaat een aannemelijk verband met het bardisch syllabisch vers uit het middeleeuwse Wales, cerdd dafod ('kunst der taal'), de poëtische tegenhanger van instrumentale cerdd dant ('kunst der snaren'). Zowel in de Gaelische gebieden, als in Wales speelde de harp en crwth een belangrijke rol in de begeleiding van deze liederen.
De laoidh( 'lai' of 'lay' , meervoud: laiothe) was bedoeld om te worden gezongen op belangrijke bijeenkomsten. De thema's van deze balladen, waren gebaseerd op de zogenaamde Fenian- of Ossian-cyclus, waarin het geheel aan proza en vers rond de mythische held Fionn mac Cumhaill waren gewijd. In tegenstelling met het bardische vers, dat bestemd was voor 'upperclass'-elite, waren de laiothe meer volks. De thema's zijn romantisch, magisch of heroïsch, zoals ontmoetingen met bovenwereldlijke wezens en het verslaan van diverse monsters, invasies, achtervolgingen, schakingen en overzeese expedities. Eeuwenlang waren de lais bijzonder populair bij alle klassen van de Gaelische gemeenschap, vanaf de meest zuidelijke punt van Ierland tot en met het noordelijkste puntje van Schotland. Tegenwoordig wordt slechts door de oudste inwoners van de Hebriden, de laoithe nog gezongen, in Ierland niet meer.
Gedurende de middeleeuwen, werd de oorspronkelijke Gaelische term lai ook in het Normandische Engeland en op het vasteland van Europa aangewend. Hieronder valt ook de Bretonse lai.
Het is vrijwel zeker, dat gedurende de perioden van het bardisch vers, eveneens liedteksten werden geproduceerd met de ons meer vertrouwde strikte accentritmes (amhrán of abhrán) en vrijere vormen van syllabische maten (óglachas).
Aisling is een allegorisch poëziegenre dat zich gedurende het einde van de 17e en 18e eeuw, als een reactie op de Engelse onderdrukking, heeft ontwikkeld. Het woord aisling betekent 'droom' of 'visioen'. De inhoud van het gedicht heeft betrekking op een visioen dat de dichter ervaart van het verschijnen van een spéirbhean ('hemelvrouw'), de personificatie van het land Ierland. Veel aisling-gedichten zijn voor traditionele liederen gebruikt en zijn evenals 18e-eeuwse patriottische liederen, geschreven om met de stem te worden doorgegeven en niet bedoeld voor stillezing.

#### Engelstalig repertoire van Ierland en Schotland
Veel Engelstalige volksliederen die tegenwoordig in de Ierse en Schotse muziek worden gebruikt komen uit een aantal belangrijke bronnen. Waaronder:
- The Greig-Duncan Folk Song Collection(1902) (Gavin Greig en James Bruce Duncan) Een werk dat uit acht delen bestaat, met een groot aantal onderwerpen, zoals: zeevaart, militair, historisch, balladen, volksliederen, verleiding, liefde, huwelijk, kinderliedjes.
- The English and Scottish Popular Ballads (1882-1898)(Francis James Child), oorspronkelijk in tien delen, waarvan de muziek is gepubliceerd in:
- The Traditional Tunes of the Child Ballads (1959) (Bertrand Harris Bronson). In vier delen.

#### Bijzondere technieken
Er zijn twee belangrijke zangtechnieken van de Gaelisch-sprekende gebieden aan te geven. Eén ervan is puirt-a-beul ('deun van de mond'), dat ook wel mouthmusic, lilting, jigging of dyedeling genoemd. Deze voornamelijke Schotse, doch ook Ierse zangtechniek is specifiek ontwikkeld voor de vertolking van de traditionele dansvormen, zoals jigs, reels, hornpipes en strathspeys. De zanger maakt gebruik van betekenisloze lettergrepen, waarbij de klanken worden gecombineerd met Gaelische woorden en zinnen. Een puirt heeft een sterke ritmische structuur, zodat de woorden de dansdeun kunnen vertolken, en instrumentale begeleiding overbodig maakt.

#### Sean-nós
De reeds eerder vermeldde sean-nós, daarentegen is een oude traditionele, improviserende en sterk ornamentale zangtechniek in het Iers-Gaelisch, zonder instrumentale begeleiding, die hooguit kan worden voorzien van een liggende bastoon (drone) (Zie reeds onder het kopje Enkele musicologische aspecten van de Gaelisch-Keltische stijl: ornamentiek).

### Van Bretagne

#### Het Bretonse Lied
Théodore Hersart de la Villemarqué onderscheidde reeds in zijn Barzaz Breizh drie categorieën van Bretoense zang. Deze worden in tegenwoordig als volgt ingedeeld: de gwerz (meervoud: gwerzioù, liederen met een mythologische, epische of historische onderwerp, balladen), sonnen (meervoud: sonnenoù), bijvoorbeeld liefdes-, drink-, feest- of oogstliederen), kantik of kannen (meervoud: kantikoù of kannenoù, liederen met religieuze basis). Toepassing van meerstemmige zang is overigens geen traditioneel gebruik in Bretagne, maar wordt wel door sommige artiesten aangewend.

#### Bijzondere zangtechniek
De zangvorm die wordt aangewend voor de dansbegeleiding zonder instrumenten, is kan ha diskan (betekent zang en tegenzang). Deze wordt uitgevoerd door twee zangers, de kaner (zanger) en diskaner (tegenzanger). De kaner begint met het inzetten van eerste liedfrase, de diskaner zingt pas in de laatste maat van deze frase mee en neemt vervolgens de tweede frase over. Hierna valt de kaner wederom op de laatste maat van de tweede frase in en gaat daarna over naar de derde etc.
De zangers zingen een complete suite, dat uit drie onderdelen bestaat: ton kentan (eerste 'ton' = melodie, ton simple), bal, ton diwezhañ (de tweede 'ton' = melodie, ton double).
Bij de suite gavotte, geldt aldus de volgende opbouw: gavotte 1 (= ton simple)-bal-gavotte 2 (= ton double). De vorm kan ha diskan wordt door diverse zangers vertolkt, waaronder Les Sœurs Goadec en Les frères Morvan.

## Dansmuziek
De instrumentale dansmuziek in Ierland en Schotland wordt gekenmerkt door specifieke ritmes en maatvoering. Kenmerkende hedendaagse 'Gaelisch-Keltische' dansdeunen zijn de: double-jig (6/8-maat), single-jig (6/8 of 12/8) slip-jig (9/8), slide (12/8), reel (2/2 of 4/4) en highland (4/4). De laatste is kenmerkend voor de traditionele stijl uit het Ierse graafschap Donegal en is verwant aan de typische Schotse highland-dance deun, de strathspey (4/4).
Andere populaire dansmelodieën en de bijbehorende dansvormen zijn: de hornpipe (2/2), die zijn oorsprong vindt in Engeland.
Verder de polka (2/4), mazurka (3/4) en schottische (4/4), die vanuit het continentale Europa zijn geïmporteerd. De barndance (4/4) (in het Ierse Donegal, german of German schottische genoemd) is feitelijk afgeleid van de polka en schottische.
Dansvormen van Bretagne zijn, voor wat de uitvoeringen sterk aan de plaats of streek gebonden: gavotte (gavotten, in 12/8 of 4/4-maat), laridé (laridenn, 4/4), hanter-dro (3/4), an-dro (4/4), dérobee (6/8-maat), (bal 12/8 of 4/4), jibidi (4/4), pach'pi (4/4). Eveneens de 'import'-dansen: scottische, valse, polka, mazurka.